# Sirup
Sirup è un film del 1990 diretto da Helle Ryslinge.